# Kisgrafika (folyóirat)
A Kisgrafika folyóirat az 1959-ben alapított Kisgrafika Barátok Köre 1962 óta megjelenő szaklapja.

## Története
Első száma 1962. októbertől jelent meg KBK Értesítő néven. A számtalan külföldön megjelenő kisgrafikai, ex libris témájú lap között méltó helyet foglal el, a külföldi hasonló profilú lapok rovataikban ismertetik, hivatkoznak rá. Csupán néhányat említünk meg, melyek évtizedeket tudnak maguk mögött, ilyenek a Mitteilungen der DEG (Németország), a Mitteilungen der ÖEG (Ausztria), a francia L’ Ex-libris Français, a belga Graphia, a dán Nordisk Exlibris Tidsskrift stb.
A Kisgrafika folyóirat a kezdeti stencilezett kiviteltől jutott el a ma már kivitelében is rangos, kisgrafikával foglalkozó lapok közé. 1962-ben, az indulás évében két, majd évi három száma jelent meg. 1990-től évi 4 szám, és A/4-es méretben. Profiljának megfelelően főként kisgrafikai témájú tanulmányokat, cikkeket, kiállításmegnyitó szövegeket tartalmaz. A magyar mellett külföldi ex libris művészeket és gyűjtőket is bemutat.  A fő cikkek mellett külön rovatot képeznek a hírek (magyar és külföldi hírek, pályázatok), a lapszemle (magyar és külföldi lapok), a könyvespolc (főként kisgrafikai, ex libris témájú megjelenésekről). A lap részletesen beszámol a KBK egyesületi életről, a budapesti mellett kitekintést adva a tagszervezetek (napjainkban a szegedi, ajkai kör) eseményeire. A fontosabb külföldi pályázati kiírásokról, kongresszusokról (ezek közt kiemelten a FISAE kongresszusok) is beszámol a lap, mely többszöri névváltoztatás után (KBK Értesítő, Kisgrafika Értesítő, Kisgrafika. A Kisgrafika Barátok Köre Értesítője) 1990-től vette fel a Kisgrafika nevet.
A kiadásért felelős a KBK mindenkori titkára.

## Szerkesztői
- 1962–1974: Galambos Ferenc
- 1975–1984: dr. Semsey Andor
- 1985–1994: dr. Arató Antal
- 1995–2011/2. számig szerkesztőbizottság: dr. Arató Antal, Király Zoltán, Dr. Soós Imre
- 2011/3 – szerkesztőbizottság: dr. Arató Antal, Ürmös Péter
- 2011/4 – szerkesztőbizottság: dr. Arató Antal, Ürmös Péter, V[asné] Tóth Kornélia (2014/3-tól Vasné dr. Tóth Kornélia néven)
- 2018/1 – szerkesztőbizottság: Palásthy Lajos, Ürmös Péter, Vasné dr. Tóth Kornélia
- 2019/1 – szerkesztőbizottság: Palásthy Lajos, Vasné dr. Tóth Kornélia
- 2019/2-től jelenleg Vasné dr. Tóth Kornélia.

A nyomdai előkészítést 2007-től végzi a Palásthy Bt., repertóriumait 2016-ig összeállította: Imolay dr. Lenkey István.

## Online elérhetőség
A folyóirat számai 2001-től elérhetők az OSZK Elektronikus Periodika Archívumában, a KBK honlapján Archiválva 2019. december 22-i dátummal a Wayback Machine-ben és a REAL-J-ben. A KBK egyesületről részletesen itt olvashatnak Archiválva 2008. október 10-i dátummal a Wayback Machine-ben.